# BATSAT

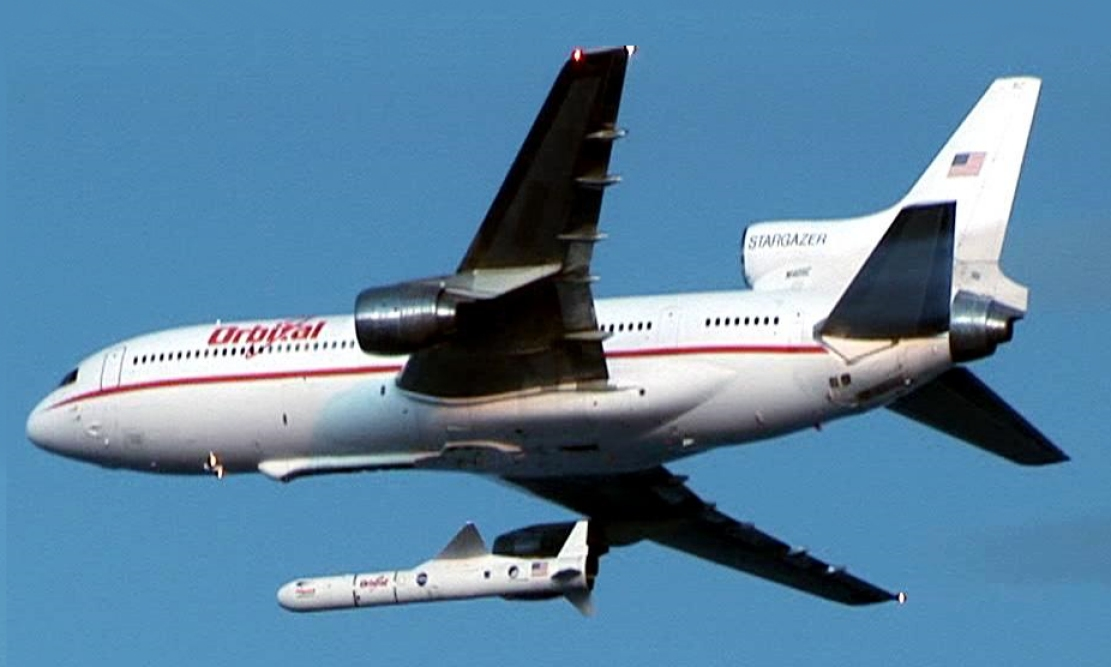
Eine Pegasus-XL-Rakete wie diese brachte BATSAT in die Erdumlaufbahn

BATSAT (Broadband Advanced Technologies Satellite, auch Teledesic T1) war ein experimenteller Kommunikationssatellit der Firma Teledesic, um die damals geplante Breitband-Satellitenkonstellation zu testen.

## Aufbau
Der 120 kg schwere, von der Orbital Sciences Corporation gebaute Satellit basierte auf dem Satellitenbus MicroStar (triple). Hauptbestandteil war ein Ka-Band-Transponder, welcher die Zwei-Wege-Kommunikation im Frequenzbereich von 28,6 bis 29,1 GHz testen sollte. Die Energieversorgung wurde über zwei Solarzellenausleger sowie dazugehörige Batterien sichergestellt.

## Missionsverlauf
Der Start erfolgte am 26. Februar 1998 um 07:07 UTC auf einer Pegasus-XL HAPS F20. Die Rakete wurde von der aus der Vandenberg Air Force Base gestarteten Lockheed L-1011 TriStar über dem Pazifik in der Point Arguello Western Air Drop Zone (WADZ) abgeworfen. Weitere Nutzlast dieses Startes war der Forschungssatellit SNOE.
BATSAT war der erste kommerzielle Ka-Band-Satellit im Orbit.
Am 9. Oktober 2000 verglühte BATSAT beim Wiedereintritt in die Erdatmosphäre.